# Il cavaliere di Maison-Rouge
Il cavaliere di Maison-Rouge è un romanzo storico scritto da Alexandre Dumas nel 1846. Sebbene sia il primo romanzo scritto da Dumas sul periodo della rivoluzione francese, si colloca come ultimo libro del Ciclo di Maria Antonietta e della Rivoluzione.

## Trama
Il romanzo, ambientato a Parigi, durante il regime del Terrore, segue le vicende di un giovane rivoluzionario, Maurice Lindey, che involontariamente finisce implicato in una cospirazione volta a far evadere di prigione la regina Maria Antonietta. Maurice è legato alla causa repubblicana, ma l'amore verso una giovane donna lo induce a mettersi al servizio del misterioso cavaliere di Maison-Rouge, mente della cospirazione.

## Rivoluzione
- Giuseppe Balsamo (1848)
- La collana della regina (1850)
- Ange Pitou (1851)
- La contessa di Charny (1855)
- Il cavaliere di Maison-Rouge (1846)-pur scritto per primo è il volume che chiude il ciclo sugli eventi storici di Maria Antonietta e della Rivoluzione).

## Edizioni
- Alessandro Dumas, Il cavaliere di Maison Rouge, traduzione di Leone Fortis, Milano, Libreria di Francesco Sanvito, 1857,  p. 484.
- Alexandre Dumas, Il cavaliere di Maison-Rouge, Milano, Sonzogno, 1887,  p. 167.
- Alexandre Dumas, Il cavaliere di Maison-Rouge, Milano, Bietti, 1907,  p. 331.
- Alexandre Dumas, Il cavaliere di Maison-Rouge, Firenze, Salani, 1930,  p. 343.